# Общее собрание акционеров
О́бщее собра́ние акционе́ров — высший орган управления в акционерном обществе. В список лиц, имеющих право на участие в общем собрании акционеров, включаются акционеры-владельцы обыкновенных акций общества, а в некоторых случаях, предусмотренных Федеральным законом от 26.12.1995 № 208-ФЗ «Об акционерных обществах», также акционеры-владельцы привилегированных акций.  Дополнительные требования к порядку подготовки, созыва и проведения общего собрания акционеров установлены Положением Банка России от 16.11.2018 № 660-П "Об общих собраниях акционеров".

## Виды общих собраний акционеров
Акционерное общество обязано ежегодно проводить годовое общее собрание акционеров. Годовое общее собрание акционеров проводится в сроки, устанавливаемые уставом общества, но не ранее чем через два месяца и не позднее чем через шесть месяцев после окончания отчетного года (т.е. не ранее 1 марта и не позднее 30 июня). В 2020 г. в связи с пандемией COVID-19 в соответствии с Федеральным законом от 07.04.2020 № 115-ФЗ сроки проведения годовых общих собраний акционеров продлены по 30 сентября. На годовом общем собрании акционеров должны решаться вопросы об избрании совета директоров общества, ревизионной комиссии общества, утверждении аудитора общества, утверждение годового отчета и годовой бухгалтерской (финансовой) отчетности общества, распределение прибыли (в том числе выплата дивидендов) и убытков общества по результатам отчетного года. Также могут решаться иные вопросы, отнесенные к компетенции общего собрания акционеров.
Проводимые помимо годового общие собрания акционеров являются внеочередными. Внеочередное общее собрание акционеров проводится по решению совета директоров общества на основании его собственной инициативы, требования ревизионной комиссии общества, аудитора общества, а также акционеров, являющихся владельцами не менее чем 10 процентов голосующих акций общества на дату предъявления требования.

## Компетенция общего собрания акционеров
Вопросы, относящиеся к компетенции общего собрания акционеров, перечислены в статье 48 Федерального закона «Об акционерных обществах». К таковым, в частности, относятся такие вопросы как:
- учреждение, реорганизация и ликвидация общества;
- увеличение или уменьшение величины уставного капитала;
- утверждение изменений (принятие новых редакций) Устава общества;
- избрание совета директоров общества и др.

Уставом непубличного общества может быть предусмотрена передача в компетенцию совета директоров (наблюдательного совета) общества вопросов, отнесенных Федеральным законом «Об акционерных обществах» к компетенции общего собрания акционеров, за исключением вопросов, предусмотренных подпунктами 1 - 5, 11.1, 16 и 19 пункта 1 статьи 48. Положения, связанные с такой передачей, могут быть предусмотрены уставом непубличного общества при его учреждении либо внесены в его устав, изменены и (или) исключены из его устава по решению, принятому общим собранием акционеров единогласно всеми акционерами общества.
Общее собрание акционеров публичного общества не вправе рассматривать и принимать решения по вопросам, не отнесенным к его компетенции Федеральным законом «Об акционерных обществах». Уставом непубличного общества может быть предусмотрено отнесение к компетенции общего собрания акционеров вопросов, не отнесенных к его компетенции Федеральным законом «Об акционерных обществах». Соответствующие положения могут быть предусмотрены уставом непубличного общества при его учреждении либо внесены в его устав, изменены и (или) исключены из его устава по решению, принятому общим собранием акционеров единогласно всеми акционерами общества.

## Аналоги
Аналогично общему собранию акционеров в акционерном обществе, в обществе с ограниченной ответственностью действует общее собрание участников.